# Okkervil River
 Der er for få eller ingen kildehenvisninger i denne artikel, hvilket er et problem. Du kan hjælpe ved at angive troværdige kilder til de påstande, som fremføres i artiklen.

Okkervil River er et folk/rock-band fra USA.

## Diskografi

### Albummer
| Titel                                                              | Albumdetaljer                                      | Højeste hitlisteplacering | Højeste hitlisteplacering | Højeste hitlisteplacering | Højeste hitlisteplacering | Højeste hitlisteplacering | Højeste hitlisteplacering | Højeste hitlisteplacering | Salgstal     |
| Titel                                                              | Albumdetaljer                                      | US                        | US Indie                  | US Rock                   | BEL                       | NOR                       | SWE                       | UK                        | Salgstal     |
| ------------------------------------------------------------------ | -------------------------------------------------- | ------------------------- | ------------------------- | ------------------------- | ------------------------- | ------------------------- | ------------------------- | ------------------------- | ------------ |
| Don't Fall in Love with Everyone You See                           | - Released: January 22, 2002 - Label: Jagjaguwar   | —                         | —                         | —                         | —                         | —                         | —                         | —                         |              |
| Down the River of Golden Dreams                                    | - Released: September 2, 2003 - Label: Jagjaguwar  | —                         | —                         | —                         | —                         | —                         | —                         | —                         |              |
| Black Sheep Boy                                                    | - Released: April 5, 2005 - Label: Jagjaguwar      | —                         | —                         | —                         | —                         | —                         | —                         | —                         |              |
| The Stage Names                                                    | - Released: August 7, 2007 - Label: Jagjaguwar     | 62                        | 5                         | 17                        | —                         | —                         | —                         | —                         |              |
| The Stand Ins                                                      | - Released: September 9, 2008 - Label: Jagjaguwar  | 42                        | 5                         | 14                        | —                         | 23                        | 57                        | —                         |              |
| I Am Very Far                                                      | - Released: May 10, 2011 - Label: Jagjaguwar       | 32                        | 5                         | 10                        | —                         | 23                        | 51                        | 66                        |              |
| The Silver Gymnasium                                               | - Released: September 3, 2013 - Label: ATO Records | 66                        | —                         | 20                        | —                         | —                         | —                         | —                         | - US: 22,000 |
| Away                                                               | - Released: September 9, 2016 - Label: ATO Records | —                         | 22                        | 28                        | 132                       | —                         | —                         | —                         |              |
| In the Rainbow Rain                                                | - Released: April 27, 2018 - Label: ATO Records    | —                         | 15                        | —                         | —                         | —                         | —                         | —                         |              |
| "—" nåede ikke hitlisterne eller blev ikke udgivet i dette område. |                                                    |                           |                           |                           |                           |                           |                           |                           |              |

### Split albums
- 2003 Julie Doiron / Okkervil River – Acuarela, split med Julie Doiron
- 2004 Sham Wedding/Hoax Funeral – Jound, split med Shearwater

### EP'er
- 1998 Bedroom EP – Jound
- 1999 Stars Too Small to Use - Jound
- 2004 Sleep and Wake-Up Songs - (Jagjaguwar)
- 2005 Black Sheep Boy Appendix - (Jagjaguwar)
- 2006 Overboard & Down – Inertia, Australia-only tour EP
- 2018 New Blood - (ATO Records)

### Andet
- 2007 Black Sheep Boy (Definitive Edition) – Dobbeltalbum med Black Sheep Boy og Black Sheep Boy Appendix (Europa og USA, Jagjaguwar)
- 2007 Golden Opportunities Mixtape – en samling af otte coverversioner og én original sang på bandets hjemmeside
- 2010 True Love Cast Out All Evil feat. Roky Erickson (ANTI-)
- 2011 Golden Opportunities 2 – EP med fire coverversioner og én traditionel sang, udgivet via bandets hjemmeside
- 2013 Golden Opportunities 3 – EP med coverversioner af populære sange fra 1980'erne

### Singler
- 1999 "The Velocity of Saul at the Time of His Conversion" – Jound, CD single
- 2000 "Kansas City Single" – Jound, CD single
- 2002 "Satisfy You" (split 7" with South San Gabriel – Tight Spot, 7”
- 2005 "For Real (There's Nothing Quite Like the Blinding Light)"' - Jagjaguwar, CD single
- 2006 "The President's Dead"' - Jagjaguwar, 12”
- 2007 "Our Life Is Not a Movie or Maybe" - Jagjaguwar 12”
- 2007 "Unless Its For Kicks" -Jagjaguwar, 12”
- 2008 "Lost Coastlines" - Jagjaguwar, 12”
- 2009 "Pop Lie" b/w "Millionaire" Jagjaguwar, CD single
- 2011 "Mermaid" b/w "Walked Out on a Line" Jagjaguwar, 12" vinyl/digital single
- 2011 "Wake and Be Fine" b/w "Weave Room Blues" Jagjaguwar, 7" vinyl/digital single
- 2011 "Rider" b/w "I Guess We Lost," Jagjaguwar 7" vinyl/digital single
- 2011 "Your Past Life As a Blast" b/w "Gold Faces," Jagjaguwar 7" vinyl/digital single
- 2013 "It Was My Season" ATO digital single
- 2013 "Down Down The Deep River" ATO digital single
- 2014 "On A Balcony" ATO digital single
- 2014 "Where The Spirit Left Us" ATO digital single
- 2016 "Okkervill River R.I.P." ATO digital single
- 2016 "The Industry" ATO digital single
- 2017 "Mary On A Wave" ATO digital single
- 2017 "Call Yourself Renee" ATO digital single
- 2018 "Don't Move Back To LA" ATO digital single
- 2018 "Pull Up The Ribbon" ATO digital single
- 2018 "Love Somebody" ATO digital single
- 2018 "Famous Tracheotomies" ATO digital single
- 2018 "External Actor" ATO digital single

### Bidrag til opsamlinger
- 1999 "Omie Wise" (Live) - Aural Fixation: Local Live Vol. 5
- 2002 "Disfigured Cowboy" - Comes With A Smile CD
- 2003 "Riot Act" - Glurp / Almost You: The Songs of Elvis Costello
- 2004 "My Bad Days (Live)" - Comes With A Smile CD
- 2005 "Nancy (Live)" - I Eat Records / Appetizers & Leftovers
- 2005 "Your Other Man" - Summersteps Records / Down in a Mirror: A Second Tribute to Jandek
- 2005 "Westfall (Live)" - Workplay / Workplay Live
- 2009 "All You Little Suckers" (East River Pipe cover) - Merge Records / Score! 20 Years of Merge Records: The Covers!
- 2012 "It'll Never Happen Again" (Tim Hardin cover) - Full Time Hobby / Reason To Believe - The Songs Of Tim Hardin
- 2016 "Candle on the Water" (Helen Reddy cover) - Walt Disney Records / Pete's Dragon (Original Motion Picture Soundtrack)
- 2017 "Denomination Blues" - Our First 100 Days